# Xã Lester, Quận Craighead, Arkansas
Xã Lester (tiếng Anh: Lester Township) là một xã thuộc quận Craighead, tiểu bang Arkansas, Hoa Kỳ. Năm 2010, dân số của xã này là 428 người.